# Carl Irmer
Carl Irmer (né le 28 août 1834 à Babitz, mort le 10 novembre 1900 à Düsseldorf) est un peintre prussien.

## Biographie

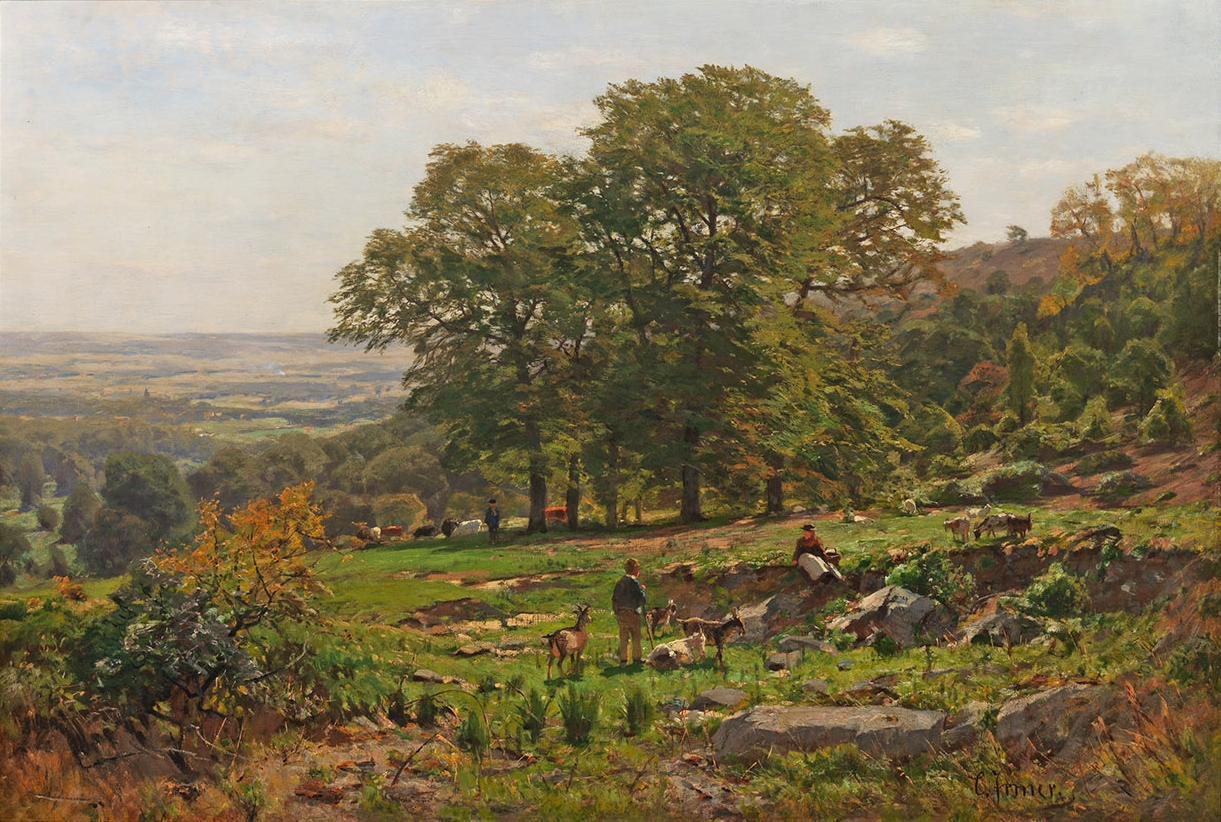
Paysage de basse montagne avec des bergers au repos

Irmer étudie à Dessau auprès de Heinrich Beck et à partir de 1855 à l'académie des beaux-arts de Düsseldorf auprès de Hans Fredrik Gude. Lors de fréquents voyages d'études en Allemagne, en Autriche, en France et en Belgique, il rassemble les motifs de ses paysages plats et atmosphériques au feutre raffiné, qui sont principalement des prairies avec du bétail en pâturage.
Il est inhumé au cimetière du Nord de Düsseldorf.